# The Evil Within
The Evil Within és un videojoc de terror de supervivència en tercera persona desenvolupat per Tango Gameworks i publicat per Bethesda Softworks. El joc va ser dirigit pel creador de la sèrie Resident Evil, Shinji Mikami, i es va llançar a tot el món a l'octubre del 2014 per a PlayStation 3, PlayStation 4, Windows, Xbox 360 i Xbox One.

## Resum
El protagonista del joc és el detectiu de policia Sebastian Castellanos, flanquejat pels companys Julie Kidman i Joseph Oda. Mentre investigava un terrible assassinat massiu a l’Hospital Mental Beacon, el trio es troba amb una força sobrenatural i malvada. Després de veure, a través de les càmeres de vigilància, la matança d’alguns agents de la policia per part d’un encaputxat cobert amb una túnica blanca, amb marques de cremades a la pell, Sebastian és atacat i atordit pel mateix. Despert, després d’haver aconseguit escapar d’un sadic, troba la ciutat completament devastada pels forts terratrèmols. Sebastian i Kidman escapen en una ambulància juntament amb el doctor Marcelo Jiménez i la seva pacient Leslie Withers, però acaben estavellant-se. El grup es divideix i el nostre protagonista es troba enfrontant-se a diversos animats en un bosc. Més tard, Jiménez, amb l'ajut de Sebastià, aconsegueix trobar a Leslie excepte ser immediatament dividit per una altra aparença de l'home encaputxat: Ruvik. Ruvik és el que és capaç de donar forma i modificar l'entorn i les persones, l’únic que sembla que no es vegi afectat per la seva influència per motius obscurs és Kidman. Sebastian reviu diferents records en diferents escenaris mentre es troba breument amb els col·legues Kidman i Oda. En aquests records aconsegueix entendre la història de Ruvik: Ruben Victoriano (el seu nom real) era fill d’una família noble i estava molt lligat a la seva germana Laura.
Un dia, mentre jugaven al graner de la família, alguns camperols van decidir cremar-lo com a acte de venjança contra els pares que havien comprat grans porcions de terra i se les van endur. Laura mor mentre Ruben es salva, però, informant de nombroses cremades a tot el cos. Els pares van decidir amagar el seu fill desfigurat dins de la seva vil·la. Aquest episodi traumatitza profundament Ruben, que comença a fer experiments macabres amb animals i persones, acabant matant els seus pares. Ruben també fa un acord amb el doctor Jiménez de l’hospital mental Beacon: a canvi de diners, l’hospital li continuaria proporcionant temes per als seus experiments. Ruvik continua la seva investigació sobre la ment humana i quan està a un pas de completar el projecte STEM, una màquina capaç d’unir diverses ments en una, és traït pel doctor Jiménez que sembla que treballa per a una organització secreta. El cervell de Ruvik es col·loca dins d'aquesta màquina creada per ell mateix i l'organització comença a segrestar gent de tota la ciutat per connectar-se a la màquina. Aleshores resulta que Sebastian, els seus col·legues, Jiménez i Leslie estan connectats a aquesta màquina i estan en la ment de Ruvik.
Quan el doctor Jiménez intenta utilitzar Leslie, que havia aconseguit escapar una vegada abans, per tornar al món real, s’adona que Ruvik vol transferir la seva ment a Leslie per poder escapar del cotxe. El metge és assassinat per l'atac d'Amalgam Alpha (una criatura creada per la ment de Ruvik). Sebastian derrota el monstre i va a la recerca de Leslie aconseguint salvar-lo de Kidman, que era conscient de les intencions de Ruvik i el volia aturar. Kidman sembla ferir fatalment Oda (que havia intervingut per ajudar Sebastian) i Leslie escapa conduint Sebastian fins a la part superior de l’hospital, on veu la màquina amb una còpia seva a dins. Leslie és absorbida per Ruvik i immediatament el món cau en un caos total i el nostre protagonista es troba davant d’una criatura gegant creada pel subconscient de Ruvik. Després de derrotar-la, Sebastian es desperta al tanc de la màquina STEM i destruint el cervell de Ruvik aconsegueix trencar el vincle i sortir de la seva ment.
Torna a despertar, però aquesta vegada al món real on veu a Kidman i diverses persones de l’organització secreta treballant a la màquina. Kidman fa un senyal a Sebastian perquè no es mogui i els diu als altres que cap d’ells pot aconseguir-ho. Sebastian torna a adormir-se i desperta, surt del seu tanc i nota que els altres han mort dins dels seus tancs, a part del de Leslie, que està buit. Estalvieu-vos o no). En sortir de l’hospital, el detectiu troba un gran nombre de policies i, de lluny, veu a Leslie per la part posterior sortint de la porta. Sebastian té un fort mal de cap (senyal que Ruvik encara aconsegueix exercir alguna influència sobre ell fins i tot sense STEM) que li fa perdre el contacte visual amb la figura de Leslie. Això ens fa entendre que Ruvik ha aconseguit tornar al món real prenent el control del cos de Leslie i ara té intenció de venjar-se de l’organització que l’utilitzava i després el va trair.

## Personatges
- Sebastian Castellanos: 38 anys. És el protagonista del joc, és un detectiu hàbil i expert, sovint actua sense pensar-ho.
- Joseph Oda: 33 anys. És el millor amic del Sebastian, és un detectiu fiable i expert. És indulgent amb els altres, però estricte amb ell mateix. De vegades, a la història, ajudarà a Sebastian a fer front als enemics.
- Juli Kidman: 27 anys. És una dona que s'ha incorporat recentment a la policia, considerada sense experiència i sota la direcció d'en Sebastian i Joseph. Kidman rep l'encàrrec de l'administrador de Mobius per capturar a Leslie i a costa de dur a terme la missió els seus companys són prescindibles.
- Tatiana Gutiérrez: 38 anys. Tatiana és una de les infermeres de la sala d’internament de l’Hospital Mental Beacon. Després d’haver presenciat escenes que ningú no hauria de veure mai, ara és apàtica, si no pitjor.
- Leslie Withers: 25 anys. Leslie sempre ha compensat la seva dificultat per comunicar-se imitant sense saber-ho els pensaments dels altres. Aquesta és la característica que Ruvik va intentar continuar amb els experiments de consciència assimilada.
- Marcelo Jiménez: 50 anys. Marcelo és un metge que va dur a terme experiments clandestins amb pacients a l'Hospital Mental Beacon, en relació amb una organització estrangera. La pròpia organització l’havia posat al capdavant de l’hospital, però finalment el metge va desaparèixer en circumstàncies misterioses.
- Laura Victoriano: 17 anys. La bella i generosa germana de Ruvik, l’única que realment l'entenia. De viva, li encantava vestir-se de vermell.
- Ruvik: 37 anys. Tallat del món exterior, Ruvik va continuar la seva investigació pel seu compte fins que un dia va esclatar un incendi al seu laboratori subterrani. El seu cos no es va trobar a les ruïnes fumadores de la (una vegada luxosa) casa familiar.

## Mode de joc
El joc es divideix en capítols per completar per continuar la història. Es juga amb una vista en tercera persona i, per sobreviure, heu de cercar detingudament els objectes a l'escenari. Comprendre quan passar desapercebut i quan lluitar és un factor molt important per arribar al final. Podeu trobar diferents tipus de trampes, com ara llances, trampes per a óssos, explosius i similars, que en la majoria dels casos causaran la mort del nostre personatge, sobretot si jugueu a dificultats mitjanes-altes. Aquestes trampes es poden desactivar apropant i mantenint premuda una tecla determinada, d’aquesta manera, a més de desactivar-la, també obtindreu una peça mecànica.
El món del joc es pot transformar a causa d’esdeveniments amb guió que causen una alteració de l'entorn o transporten el jugador a noves zones. Sebastian ha d’utilitzar xeringues per recuperar la seva salut, però causen efectes al·lucinògens durant poc temps (la visió es difumina i els moviments de Sebastian són més lents). En recollir el "gel verd", amagat a les zones de joc o al lloc on un enemic ha estat derrotat, el jugador pot millorar Castellanos augmentant la seva resistència, la seva salut, la quantitat de munició que pot portar, el dany de les armes i molt més .
Els jugadors poden anar a una zona segura (un hospital psiquiàtric) trobant miralls. Aquí podeu desar el joc, actualitzar Sebastian i obrir les caixes fortes amb les tecles repartides pels nivells per obtenir munició o gel verd. Les claus es poden obtenir trencant estatuetes o obrint una caixa petita.

## Desenvolupament
The Evil Within va començar a desenvolupar-se a finals del 2010 amb el nom en clau "Project Zwei". El creador de Resident Evil, Shinji Mikami, va ser el director del joc, amb el desenvolupament al seu estudi Tango Gameworks.ZeniMax Media va comprar l'estudi el 2010, poc després de començar el desenvolupament. Mikami va dir que volia fer un joc de terror de supervivència ja que creia que els jocs de terror contemporanis depenien més de l'acció que de la supervivència.
El joc es va anunciar l'abril del 2013. Creient que els tropes de l’horror de supervivència s’havien convertit en previsibles amb el pas del temps, el disseny intenta deliberadament fer que el jugador se senti impotent en tenir lloc en espais reduïts, limitar municions i presentar enemics gairebé invencibles que promouen córrer i amagar-se en combatre. El director d'art Naoki Katakai va dir que el concepte de disseny d'enemics, com els embolicats en filferro de pues o farcits de fragments de vidre, és que són víctimes d'un mal major. El propi asil es va inspirar en la Winchester Mystery House, una mansió californiana famosa per les seves curiositats arquitectòniques. The Evil Within està construït sobre l'identificador Tech 5 modificat per Tango Gameworks amb un nou renderitzador dinàmic que permet una il·luminació dinàmica del joc. També s’afegeix tesellació. El 15 d'abril de 2013, i durant els propers dies, Bethesda Softworks va revelar una sèrie de breus vídeos críptics que provaven el nou joc, anunciant-lo oficialment el 19 d'abril de 2013, revelant el títol, les plataformes en què serà llançat. I un tràiler de teaser d'acció en directe. Un segon tràiler es va llançar el 17 de setembre de 2013 i es va revelar un vídeo de joc ampliat el 27 de setembre de 2013. Bethesda va anunciar que el joc s'havia tornat daurat el 25 de setembre de 2014.